# Defiance
Defiance es una película bélica estrenada en el año 2008, dirigida por Edward Zwick. Está ambientada en la parte occidental de la República Socialista Soviética de Bielorrusia ocupada por los nazis, los bosques de Bielorrusia.

## Sinopsis
La película está basada en un hecho real ocurrido en Polonia en el año 1941.
Después de la invasión de Polonia, muchos polacos y judíos fueron perseguidos por el régimen nazi, en especial los destacamentos Einsatzgruppen, por lo que los pocos supervivientes se vieron obligados a huir de sus casas y pueblos para esconderse durante años tratando de salvar su vida, creando así el clan de las partisanos de Bielski liderado por Tuvia Bielski.
Tras huir de Polonia, se refugiaron en los bosques de Bielorrusia, donde se encontraron con parte de la resistencia soviética que luchaba contra el ejército nazi. Pese a que la Otriad Bielski era al principio una pequeña banda que se dedicaba al pillaje y a las escaramuzas, en poco tiempo fueron más numerosos, en parte por el aumento rápido de la popularidad de la Otriad.
Pero pronto surgieron las tensiones. Zus, el hermano de Tuvia y colíder de la Otriad, estaba en desacuerdo con las tácticas que empleaba su hermano, y junto a casi la mitad de los combatientes de la Otriad se pasó a los partisanos soviéticos para luchar contra los alemanes. Luego comenzaron a surgirles problemas, pues el antisemitismo clandestino estaba presente en los jefes partisanos, mientras que la Otriad de Tuvia seguía enfrentándose a las razias alemanas, a las enfermedades como el tifus y al frío extremo. Aun así, lograban sobrevivir a duras penas.
Un día, los alemanes decidieron acabar de una vez con la Otriad, así que el campamento fue bombardeado por Stukas alemanes. Los judíos se vieron obligados a huir de los bosques hacia las ciénagas, donde tuvieron que enfrentarse incluso a tanques e infantería regular, pese a que estaban ligeramente armados. Cuando un tanque Panzer III estaba a punto de matar a Tuvia, aparece Zus con los demás combatientes judíos, los cuales destruyen el tanque y finalmente vuelven a reunirse para continuar su éxodo.

## Reparto
- Daniel Craig es Tuvia Bielski.
- Liev Schreiber es Alexander Zeisal Bielski.
- Jamie Bell es Asael Bielski.
- George MacKay es Aron Bielski.
- Alexa Davalos es Lilka Ticktin.
- Allan Corduner es Shimon Haretz.
- Mark Feuerstein es Isaac Malbin.
- Tomas Arana es Ben Zion Gulkowitz.
- Jacek Koman es Konstanty "Kościk" Kozłowski.
- Mia Wasikowska es Chaya Dziencielsky.
- Iben Hjejle es Bella.
- Jodhi May es Tamara Skidelski.
- Kate Fahy es Riva Reich.
- Iddo Goldberg es Yitzhak Shulman.
- Sam Spruell es Arkady Lubczanski.
- Ravil Isyanov es Viktor Panchenko.
- Rolandas Boravskis es Gramov.

## Comentarios
- La historia que retrata la película está inspirada en el libro de Nechama Tec, The Bielski partisian.
- Resistencia se estrenó el 12 de diciembre de 2008 en EE. UU. En España se estrenó a comienzos de 2009, en Colombia a finales de 2009 y en Marruecos en septiembre de 2009.

## Premios y nominaciones
Resistencia fue nominada para los Oscar de 2009 como mejor banda sonora original y también fue nominada para los globos de oro como mejor banda sonora original en el mismo año.